# Câmbio Negro
Câmbio Negro est un groupe brésilien de hip-hop, originaire de Ceilândia, dans le District fédéral.

## Histoire
Câmbio Negro voit le jour en 1990 à Ceilândia, dans le District fédéral. Le premier groupe est composé de X et DJ Jamaika (Jefferson Alves) au chant et DJ Chocolaty aux platines. Leur premier album, Sub-Raça, sort en juillet 1993 sur le label discographique indépendant Discovery. En 1995, le groupe sort son deuxième album, Diário de um Feto, qui se vend à 2 000 exemplaires au cours des quinze premiers jours. La même année, le groupe participe au MTV Video Music Brasil dans la catégorie du « meilleur groupe de rap », un fait qui se répète l'année suivante, et ce n'est que lors de l'édition 1999 que le groupe remporte le prix, ainsi que dans la catégorie du « meilleur montage » avec le morceau Círculo Vicioso. L'année précédente après avoir sorti l'album homonyme, Câmbio Negro, sur le label Trama.
Câmbio Negro met fin à ses activités après le départ du chanteur principal X à la fin de l'année 2000, visant à sortir des albums solo et d'autres segments du hip-hop, d'autres domaines d'activité tels que des conférences, des ateliers. En 2015, les membres du groupe décident de se réunir pour enregistrer un CD-DVD live. Trois ans plus tard, en 2018, le chanteur X annonce le retour définitif du groupe dans une interview. La même année, ils sortent le single Ninguém Toma accompagné d'un clip. En 2022, ils sortent le single Fogo no Canavial, qui parle du Brésil raciste actuel. X évoque l'une des façons dont les esclaves se rebellaient contre leurs maîtres en frappant « là où ça fait le plus mal, c'est-à-dire dans la poche ». Câmbio Negro est toujours actif, produisant de nouveaux sons et donnant des concerts dans tout le Brésil

## Discographie
- 1993 : Sub-Raça
- 1995 : Diário de um Feto
- 1998 : Esse é Meu País (single)
- 1998 : Câmbio Negro
- 2015 : Ao Vivo
- 2018 : Ninguém Toma (single)
- 2022 : Fogo no Canavial (single)